# Liste der Monuments historiques in Marcillé-Raoul
Die Liste der Monuments historiques in Marcillé-Raoul führt die Monuments historiques in der französischen Gemeinde Marcillé-Raoul auf.

## Liste der Bauwerke
| Bezeichnung | Beschreibung                                                                  | Standort | Kennzeichnung | Schutzstatus | Datum | Bild |
| ----------- | ----------------------------------------------------------------------------- | -------- | ------------- | ------------ | ----- | ---- |
| Portal      | Romanisches Portal (12. Jahrhundert) der im 19. Jahrhundert zerstörten Kirche | (Lage)   | PA00090623    | Classé       | 1921  |      |

## Liste der Objekte
| Bezeichnung                              | Beschreibung                             | Standort                               | Kennzeichnung | Schutzstatus | Datum | Bild |
| ---------------------------------------- | ---------------------------------------- | -------------------------------------- | ------------- | ------------ | ----- | ---- |
| Skulpturen der Apostel Petrus und Paulus | Holz, polychrom gefasst, 18. Jahrhundert | in der Kirche St-Pierre-St-Paul (Lage) | PM35001559    | Inscrit      | 1977  |      |